# Cyphonisia maculata
Cyphonisia maculata is een spinnensoort uit de familie Barychelidae. De soort komt voor in Congo-Kinshasa.